# Spring Lake, Alberta (sjö)
Spring Lake är en sjö i Kanada.   Den ligger i provinsen Alberta, i den centrala delen av landet, 2 900 km väster om huvudstaden Ottawa. Spring Lake ligger 720 meter över havet. Arean är 0,61 kvadratkilometer. Den sträcker sig 1,1 kilometer i nord-sydlig riktning, och 1,1 kilometer i öst-västlig riktning.
Trakten runt Spring Lake består till största delen av jordbruksmark. Runt Spring Lake är det glesbefolkat, med 11 invånare per kvadratkilometer.